# Strzelectwo na Letnich Igrzyskach Olimpijskich 1924 – pistolet szybkostrzelny, 25 m
Strzelanie z pistoletu szybkostrzelnego z 25 m było jedną z konkurencji strzeleckich na Letnich Igrzyskach Olimpijskich 1924. Zawody odbyły się w dniu 28 czerwca. W zawodach uczestniczyło 55 zawodników z 17 państw.

## Wyniki
Każde państwo mogło wystawić tylko czterech zawodników. Maksymalna liczba punktów do zdobycia wynosiła 18. Wyniki dogrywki nie są znane.
| Miejsce | Zawodnik                   | Wynik |
| ------- | -------------------------- | ----- |
| 1       | Henry Bailey               | 18    |
| 2       | Vilhelm Carlberg           | 18    |
| 3       | Lennart Hannelius          | 18    |
| 4       | Lorenzo Amaya              | 18    |
| 5       | Matías Osinalde            | 18    |
| 6       | André de Castelbajac       | 18    |
| 7       | Unio Sarlin                | 18    |
| 8       | Einar Liberg               | 18    |
| 9       | André de Schonen           | 17    |
| 9       | Bernard Betke              | 17    |
| 9       | William Frazer             | 17    |
| 9       | William Whaling            | 17    |
| 9       | Charles Bounton            | 17    |
| 9       | Marian Borzemski           | 17    |
| 9       | Eric Carlberg              | 17    |
| 9       | António Martins            | 17    |
| 9       | Francisco Mendonça         | 17    |
| 9       | Manuel Solís               | 17    |
| 9       | Krikor Agathon             | 17    |
| 9       | Johannes Theslöf           | 17    |
| 21      | Charles Riotteau           | 16    |
| 21      | Charles Mackie             | 16    |
| 21      | Jalo Autonen               | 16    |
| 21      | Victor Bigand              | 16    |
| 21      | François Marits            | 16    |
| 21      | Georges de Crequi-Montfort | 16    |
| 21      | Stanisław Kowalczewski     | 16    |
| 21      | Walery Maryański           | 16    |
| 21      | Aleksandros Teofilakis     | 16    |
| 30      | Sten Forselius             | 15    |
| 30      | Rezső Velez                | 15    |
| 30      | António Montez             | 15    |
| 30      | Teodoro Hernández          | 15    |
| 30      | Dingenis de Wilde          | 15    |
| 30      | Sikke Bruinsma             | 15    |
| 30      | Carlos Balestrini          | 15    |
| 37      | Emilio Piersantelli        | 14    |
| 37      | Jeorjos Moraitinis         | 14    |
| 37      | Emil Werner                | 14    |
| 40      | Peter Griffiths            | 13    |
| 40      | Victor Robert              | 13    |
| 40      | François Lafortune         | 13    |
| 40      | Joanis Teofilakis          | 13    |
| 40      | José Maria Soares          | 13    |
| 40      | Jan van Balkum             | 13    |
| 40      | Josef Pavlík               | 13    |
| 47      | Elemér Takács              | 13    |
| 47      | Bolesław Gościewicz        | 13    |
| 47      | Jaroslav Mach              | 13    |
| 50      | Adrien Thuriaux            | 11    |
| 51      | Giovanni Scarella          | 8     |
| 51      | Paul Van Asbroeck          | 8     |
| 53      | Sándor Prokopp             | 7     |
| 53      | Jeorjos Wafiadis           | 7     |
| 53      | Josef Kurz                 | 7     |